# Бутан на летних Олимпийских играх 2012
Бутан принимал участие в летних Олимпийских играх 2012 года, которые проходили в Лондоне (Великобритания) с 27 июля по 12 августа, где его представляли 2 спортсменки в двух видах спорта. На церемонии открытия Олимпийских игр флаг Бутана несла лучница Шераб Зам.
На летних Олимпийских играх 2012 Бутан вновь не сумел завоевать свою первую олимпийскую медаль. Кунзанг Чоден — первая представительница Бутана на Олимпиадах, которая занимается не стрельбой из лука. До этого на семи подряд Олимпийских играх Бутан представляли лишь лучники.

## Состав и результаты

### Стрельба
Женщины
| Соревнование                       | Спортсмены    | Квалификация | Квалификация | Финал                 | Финал                 |
| Соревнование                       | Спортсмены    | Очки         | Место        | Очки                  | Место                 |
| ---------------------------------- | ------------- | ------------ | ------------ | --------------------- | --------------------- |
| Пневматическая винтовка, 10 метров | Кунзанг Чоден | 381          | 56           | Завершила выступление | Завершила выступление |

### Стрельба из лука
Женщины
| Соревнование              | Спортсмены | Квалификация | Квалификация | 1/32 финала           | 1/16 финала           | 1/8 финала            | Четвертьфинал         | Полуфинал             | Финал                 | Место |
| Соревнование              | Спортсмены | Очки         | Место        | Соперник Результат    | Соперник Результат    | Соперник Результат    | Соперник Результат    | Соперник Результат    | Соперник Результат    | Место |
| ------------------------- | ---------- | ------------ | ------------ | --------------------- | --------------------- | --------------------- | --------------------- | --------------------- | --------------------- | ----- |
| Индивидуальное первенство | Шераб Зам  | 589          | 61           | USAХ. Лориг (4) П 0:6 | Завершила выступление | Завершила выступление | Завершила выступление | Завершила выступление | Завершила выступление | 33    |